# 牙結石刮除術及根面整平術

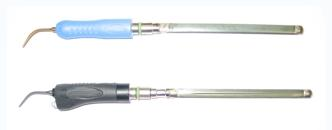
超声波洁牙机

牙結石刮除術及根面整平術，又稱牙結石清除術、常規牙周治療、深度洗牙，包含兩種處置：
- 結石刮除術，俗稱“洗牙”，是清除黏附在牙齒表面及牙齦的牙石、牙菌膜和牙漬，使牙齒回復乾淨及平滑的牙科操作，藉由牙科工具如超声波潔牙機或手動刮牙器等進行，洗牙可預防牙周病的發生，但靠单纯洗牙不能治愈牙周病。洗牙後可能會有口腔不適及牙齦出血的現象，但正常情況下會於數天內消失[1]。
- 根面整平術，是整平或刨平牙根表面，使牙根表面恢復清潔光滑，促使其與牙周組織癒合。